# Какаоатан (муниципалитет)
Какаоата́н (исп. Cacahoatán) — муниципалитет в Мексике, штат Чьяпас, с административным центром в одноимённом городе. Численность населения, по данным переписи 2020 года, составила 50 112 человек.

## Общие сведения
Название Cacahoatán с языка науатль можно перевести как «место арахиса» или «место какао».
Площадь муниципалитета равна 174,2 км², что составляет 0,2 % от площади штата, а наивысшей точкой является вулкан Такана c высотой 4064 метра.
Он граничит с другими муниципалитетами Чьяпаса: на востоке с Уньон-Хуаресом, на юге с Тустла-Чико, на западе с Тапачулой, а на севере и юго-востоке проходит государственная граница с Республикой Гватемала.

## Учреждение и состав
Муниципалитет был образован 1 марта 1933 года, по данным 2020 года в его состав входит 106 населённых пунктов, самые крупные из которых:
| Код INEGI                  | Населённый пункт                                                                     | Численность населения (2005 год) | Численность населения (2010 год) | Численность населения (2020 год) |
| -------------------------- | ------------------------------------------------------------------------------------ | -------------------------------- | -------------------------------- | -------------------------------- |
| 015                        | Всего                                                                                | 40975                            | 43811                            | 50112                            |
| 0001                       | Какаоатан (исп. Cacahoatán) 14°59′23″ с. ш. 92°10′05″ з. д. (административный центр) | 14969                            | 16572                            | 19108                            |
| 0043                       | Сальвадор-Урбина (исп. Salvador Urbina) 15°02′08″ с. ш. 92°12′35″ з. д.              | 2396                             | 2555                             | 2722                             |
| 0020                       | Фаха-де-Оро (исп. Faja de Oro) 15°01′56″ с. ш. 92°09′21″ з. д.                       | 1946                             | 2356                             | 2674                             |
| 0052                       | Уньон-Роха (исп. Unión Roja) 15°02′44″ с. ш. 92°12′57″ з. д.                         | 1734                             | 1829                             | 2102                             |
| 0004                       | Агустин-де-Итурбиде (исп. Agustín de Iturbide) 15°04′31″ с. ш. 92°11′55″ з. д.       | 2147                             | 2211                             | 2018                             |
| 0005                       | Ауактлан (исп. Ahuacatlán) 15°02′25″ с. ш. 92°10′51″ з. д.                           | 1585                             | 1583                             | 1900                             |
| 0027                       | Мискум (исп. Mixcum) 15°01′34″ с. ш. 92°08′26″ з. д.                                 | 1433                             | 1502                             | 1781                             |
| 0011                       | Бенито-Хуарес (исп. Benito Juárez) 15°03′18″ с. ш. 92°11′28″ з. д.                   | 1306                             | 1473                             | 1708                             |
| 0003                       | Эль-Агила (исп. El Águila) 15°05′33″ с. ш. 92°11′01″ з. д.                           | 1275                             | 1274                             | 1377                             |
| —                          | Прочие                                                                               | 12184                            | 12456                            | 14722                            |
| Названия на карте Генштаба |                                                                                      |                                  |                                  |                                  |

## Экономическая деятельность
По статистическим данным 2000 года, работоспособное население занято по секторам экономики в следующих пропорциях:
- сельское хозяйство и животноводство — 51 %;
- промышленность и строительство — 11,6 %;
- торговля, сферы услуг и туризма — 35,8 %;
- безработные — 1,6 %.

### Сельское хозяйство
Основные выращиваемые культуры: бананы, кофе и какао.

### Животноводство
В муниципалитете разводится крупный рогатый скот, с целью получения молока и мяса.

### Пчеловодство
За год в муниципалитете собирается до 100 тонн мёда.

### Промышленность
В муниципалитете разработаны несколько месторождений с полезными ископаемыми.

### Торговля
В муниципалитете множество небольших магазинов, занимающихся реализацией различных товаров.

## Инфраструктура
По статистическим данным 2020 года, инфраструктура развита следующим образом:
- электрификация: 99 %;
- водоснабжение: 82,6 %;
- водоотведение: 97,5 %.

## Туризм
Основной туристической достопримечательностью является вулкан Такана, расположенный на границе с Гватемалой. Также на территории муниципалитета имеются пирамиды и основания зданий тольтекского происхождения.